# Erhard-Eppler-Kreis
Der Erhard-Eppler-Kreis ist ein Zusammenschluss und Gesprächskreis deutscher sozialdemokratischer Politiker, der der deutschen Friedensbewegung nahesteht.

## Geschichte
Der Erhard-Eppler-Kreis wurde im Januar 2019 wenige Monate vor dessen Tod von Erhard Eppler selbst gegründet. Eppler hatte in den 1970er und 1980er Jahren diverse Führungsämter in der SPD inne und war von 1968 bis 1974 Bundesminister für wirtschaftliche Zusammenarbeit. Hintergrund der Gründung des Kreises war die Aufkündigung des INF-Vertrags durch die Regierung der USA (Kabinett Trump I). Dem Gründungskreis gehörten zudem unter anderem Robert Antretter und Sigmar Gabriel an.

## Ziele und Organisation
Der Kreis hat das Ziel, das friedenspolitische Erbe von Erhard Eppler fortzuführen. Die Grundwerte lauteten „Frieden, Umwelt und Gerechtigkeit“. Er organisiert Veranstaltungen und arbeitet mit Institutionen zusammen.
Vorsitzende des Erhard-Eppler-Kreis sind Gernot Erler und Ralf Stegner. Zuvor war Ernst Ulrich von Weizsäcker Vorsitzender.
Unter anderem gehören der ehemalige SPD-Bundesvorsitzende Norbert Walter-Borjans und der ehemalige Vorsitzende der SPD-Bundestagsfraktion Rolf Mützenich dem Kreis an.
Der Kreis veröffentlichte zahlreiche Erklärungen zu Fragen der Friedens- und Sicherheitspolitik. Im Juli 2024 sprach sich der Kreis gegen die Stationierung weiterer US-Langstreckenraketen in Deutschland aus.
Am 10. Juni 2025 veröffentlichte der Eppler-Kreis ein von Norbert Walter-Borjans, Hans Eichel, Rolf Mützenich, Ralf Stegner, Nina Scheer, Maja Wallstein und Sanae Abdi getragenes Manifest mit dem Titel Friedenssicherung in Europa durch Verteidigungsfähigkeit, Rüstungskontrolle und Verständigung. 
Das Manifest fordert unter anderem die „möglichst schnelle Beendigung des Tötens und Sterbens in der Ukraine“ und die „schrittweise Rückkehr zur Entspannung der Beziehungen und einer Zusammenarbeit mit Russland“.